# Alexander Van der Bellen
Alexander Van der Bellen (sinh 18 tháng 1 năm 1944) là nhà chính trị, nhà kinh tế người Áo và là đương kim Tổng thống Áo.
Van der Bellen là một giáo sư kinh tế tại Đại học Viên đã nghỉ hưu. Ông là đảng viên của Đảng Xanh Áo, từng giữ chức vụ ủy viên Hội đồng Quốc gia trong những năm 1994-2012, chủ tịch của câu lạc bộ nghị viện và phát ngôn viên liên bang của Đảng Xanh từ năm 1997 đến năm 2008.
Ông chạy đua tranh cử với tư cách một ứng cử viên độc lập được hỗ trợ bởi Đảng Xanh trong cuộc bầu cử tổng thống năm 2016, và đứng thứ 2 trong số 6 ứng viên ở vòng đầu tiên, trước khi chiến thắng trong vòng thứ hai trong cuộc đua với Norbert Hofer, một thành viên của đảng dân túy khuynh hữu, Đảng Tự do của Áo. Tuy nhiên, kết quả đã bị phản kháng, Tòa án Hiến pháp vào ngày 1 tháng 7 đã cho bầu lại. Cuộc bầu cử được lặp lại vào ngày 04 tháng 12 năm 2016, một lần nữa Van der Bellen lại thắng, với 53,8% số phiếu bầu. Theo dự kiến ông sẽ tuyên thệ nhậm chức tổng thống vào ngày 26 tháng 1 năm 2017. Van der Bellen ủng hộ chính sách tự do xã hội, chính sách xanh và ủng hộ Liên minh châu Âu

## Tiểu sử
Van der Bellen sinh ở Vienna, trong gia đình mà cha là người sinh ra ở Nga nhưng thuộc tầng lớp quý tộc có gốc Hà Lan và mẹ sinh ra ở Estonia. Cả cha và mẹ ông đều là người tị nạn chủ nghĩa Stalin. Gia đình Van der Bellen có nguồn gốc từ một người thợ kính Hà Lan di cư từ Hà Lan đến Đế quốc Nga khoảng năm 1763. Tại Nga, gia đình Van der Bellen trở thành tầng lớp quý tộc giàu có ở khu vực Pskov, và ông nội Alexander Van der Bellen, cũng tên là Alexander Van der Bellen, là một nhà chính trị tự do đứng đầu chính quyền địa phương của Pskov trước Cách mạng Tháng Mười. Lo sợ cho tính mạng, vào năm 1919 ông bà Van der Bellen, cha và chú đã trốn Bolshevik và định cư ở quốc gia mới độc lập Cộng hòa Estonia. Gia đình họ có họ von der Bellen ở Đế quốc Nga, nhưng họ đã đổi thành Van der Bellen sau khi rời nước Nga để tránh bị phân biệt ở Estonia do được coi là quý tộc Nga (người thường được sử dụng tiểu từ tiếng Đức von).
Năm 1934, cha của Alexander Van der Bellen, tên là Alexander Van der Bellen, đã được chính quyền công nhận công dân Estonia, và ông kết hôn với một công dân Estonia, Alma. Khi Estonia bị Liên Xô xâm lược vào năm 1940, Alexander và Alma Van der Bellen bỏ chạy bằng xe lửa đến Đông Phổ, Đức, nơi mà sau cùng họ tới một trại tị nạn trong hoàn cảnh nghèo khó. Cuối cùng, họ định cư tại Viên, nơi họ sinh con trai, trước khi chạy trốn Hồng quân một lần nữa và đến Tyrol, nơi Alexander Van der Bellen trải qua tuổi thơ của mình Ông đã tự mô tả mình là một "đứa trẻ tị nạn"..